# José Tinoco
José Tinoco Machado de Albuquerque (Recife, 23 de dezembro de 1937) é um político brasileiro. Filho de Jorge Feliciano de Albuquerque e Maria Alice Tinoco Machado de Albuquerque, ele exerceu o mandato de deputado federal constituinte em 1988.

## Vida pessoal
Formando em medicina pela Universidade Federal de Pernambuco (UFPE), em 1964, tornou-se médico-cirurgião do Instituto Nacional de Assistência Médica da Previdência Social (INAMPS) e da Secretaria de Saúde do estado de Pernambuco. Em 1969, fundou em Garanhuns a Casa de Saúde e Maternidade Nossa Senhora do Perpétuo Socorro.
Casou-se com Fernanda Maria Tinoco Branco de Albuquerque e teve quatro filhos.

## Carreira política
Em Garanhuns, ocupou a presidência do diretório municipal da Aliança Renovadora Nacional (Arena). Em 1976, elegeu-se vice prefeito da cidade, assumindo o mandato em fevereiro do ano seguinte. No mesmo ano, tornou-se secretário municipal de Saúde, cargo que ocuparia até 1979. Com a extinção do bipartidarismo, filiou-se ao Partido Democrático Social (PDS).
Em novembro de 1982, reelegeu-se para o seu segundo mandato na Assembléia Legislativa pernambucana. Assumindo a cadeira em fevereiro de 1983, foi líder do governo Roberto Magalhães no legislativo estadual.
Já nas eleições de 1986, disputou uma cadeira na Assembléia Nacional Constituinte pelo Partido da Frente Liberal (PFL). Assumiu o mandato em fevereiro de 1987. Dentro da Assembléia, foi a favor de diversos projetos, entre eles, a nacionalização do subsolo, a limitação dos juros reais em 12% ao ano, o direito de voto aos 16 anos, o sistema político presidencialista e d mandato de cinco anos para o presidente Sarney.
Embora filiado ao PFL (DEM) até hoje, dedica-se apenas à administração da casa de saúde de sua propriedade, em Garanhuns.